# Stadtmuseum St. Pölten

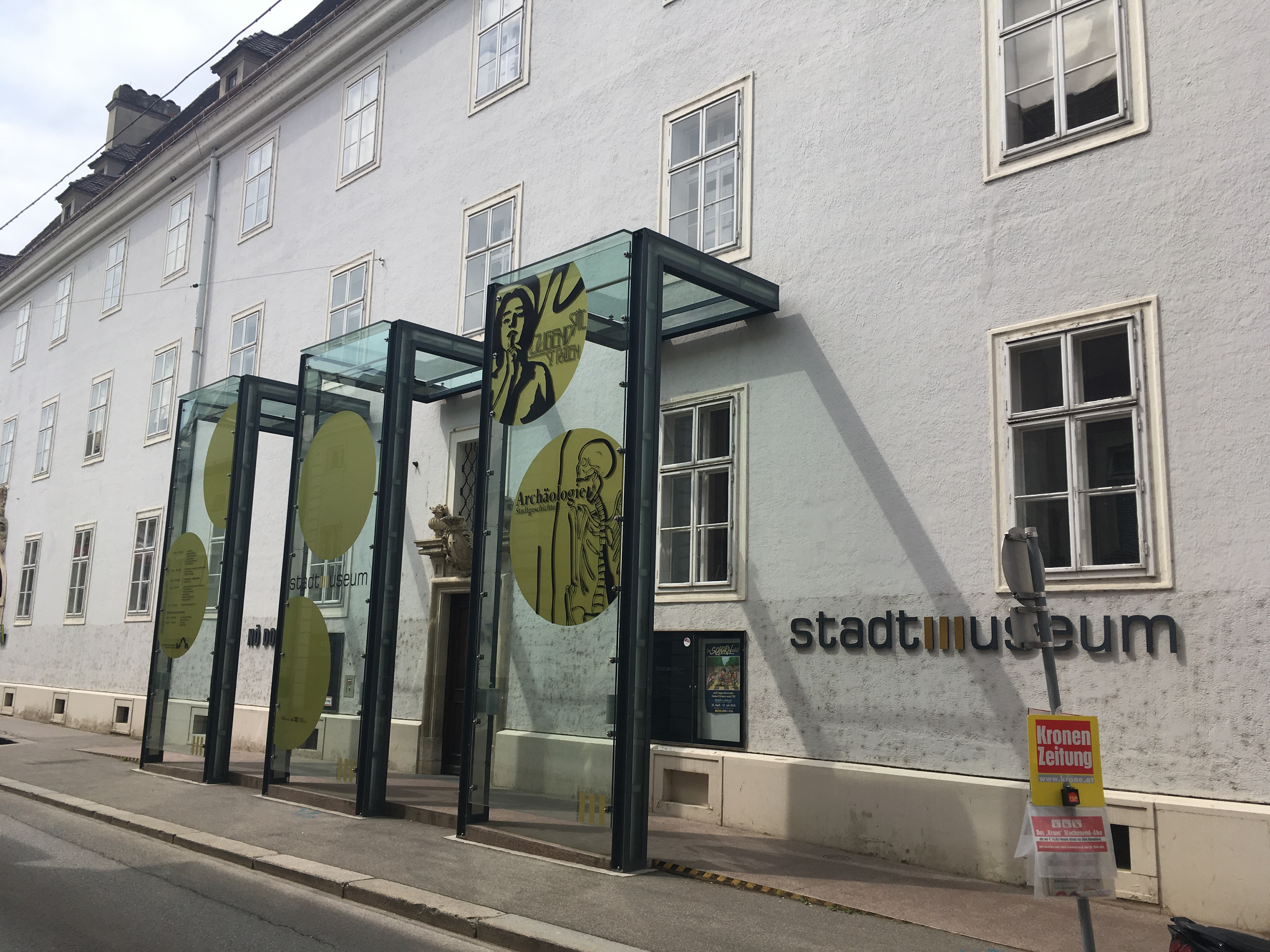
Stadtmuseum. St. Pölten, vom Rathausplatz kommend

Das Stadtmuseum St. Pölten ist das städtische Museum der niederösterreichischen Landeshauptstadt St. Pölten.

## Geschichte
Nachdem seit den 1880er Jahren Archivalien und Gegenstände von historischer Bedeutung systematisch gesichtet worden waren, wurde das Museum im Jahr 1909 im Rathaus eröffnet. Nach mehrmaligen Umzügen wurde es 1976 im dafür adaptierten Karmeliterhof als Stadtmuseum St. Pölten eingerichtet und seitdem mehrmals ausgebaut und erweitert.

## Gebäude

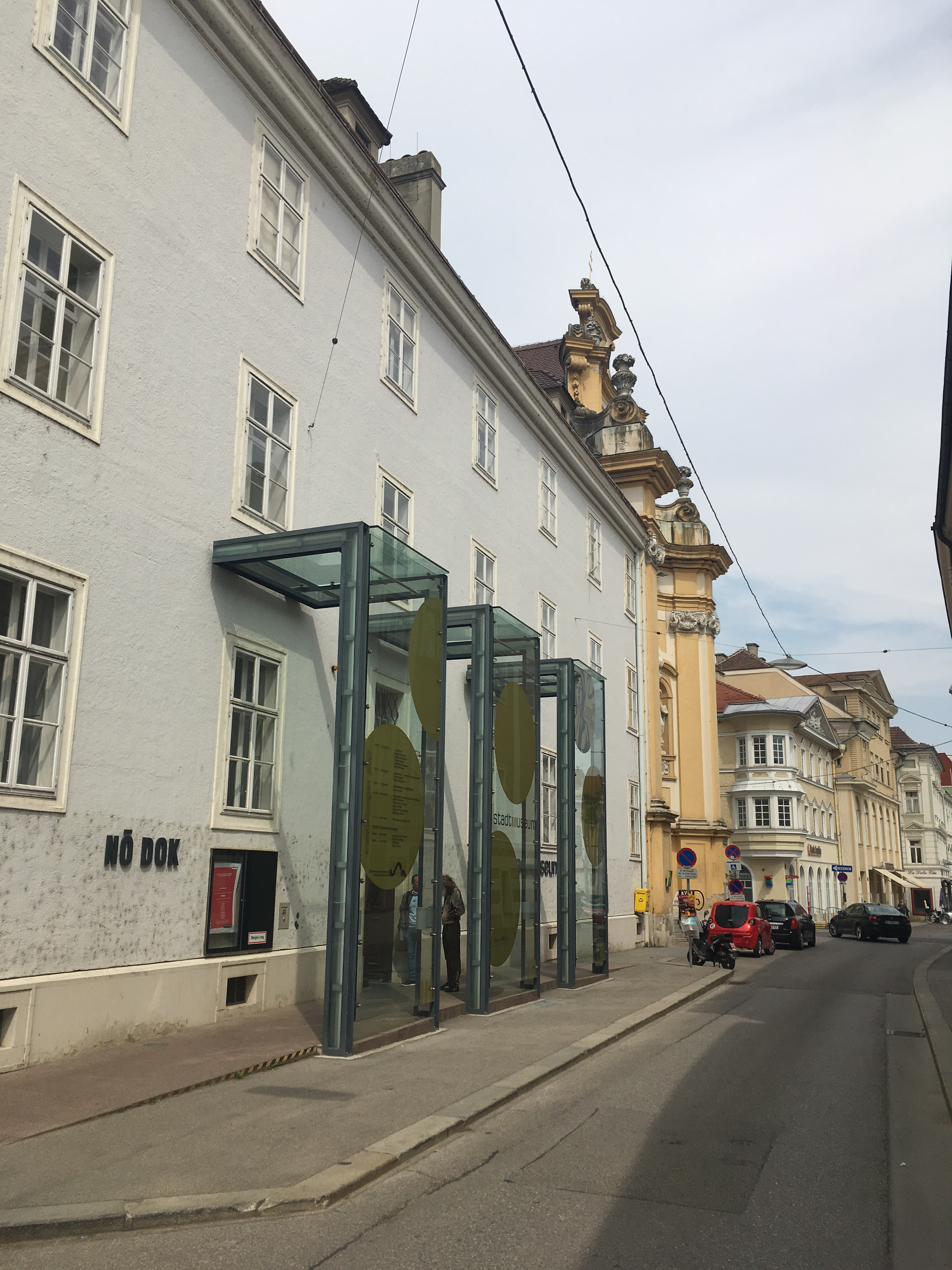
Stadtmuseum. St. Pölten, Blickrichtung Rathausplatz

Der Karmeliterhof wurde 1707 bis 1712 von Jakob Prandtauer als Karmelitinnenkloster erbaut. Nach Aufhebung des Klosters durch Kaiser Joseph II. diente es 1787 bis 1918 als Kaserne. Von 1964 bis 1985 wurde das Gebäude in mehreren Etappen revitalisiert und wird seither vom Magistrat der Stadt St. Pölten genutzt. Im Jahr 2007 wurde der Eingang mittels einer Glas-Stahl-Konstruktion neu gestaltet.

## Sammlungen
Das Museum verteilt sich auf drei Geschoße:
- Im Erdgeschoß befindet sich das Foyer, die Archäologie und ein Stadtgeschichtlicher Rundgang.
- Im ersten Obergeschoß werden der Jugendstil in St. Pölten und Sonderausstellungen präsentiert
- Im zweiten Obergeschoß befindet sich das NÖ Dokumentationszentrum für Moderne Kunst

### Archäologie und Stadtgeschichte
In der archäologischen Sammlung werden Funde aus der Ur- und Frühgeschichte im Raum St. Pölten und die römische Vergangenheit der damals Aelium Cetium genannten Stadt präsentiert. Einige Objekte werden mittels computergenerierter 3D-Modelle dargestellt.
Die stadtgeschichtlichen Epochen der heutigen Stadt werden in vielfältiger Weise dargestellt, Schwerpunkt bilden dabei die Verkehrsgeschichte und die Industriegeschichte. Baugeschichtlich werden besonders die Barockzeit und der Jugendstil hervorgehoben.

### Jugendstil in St. Pölten

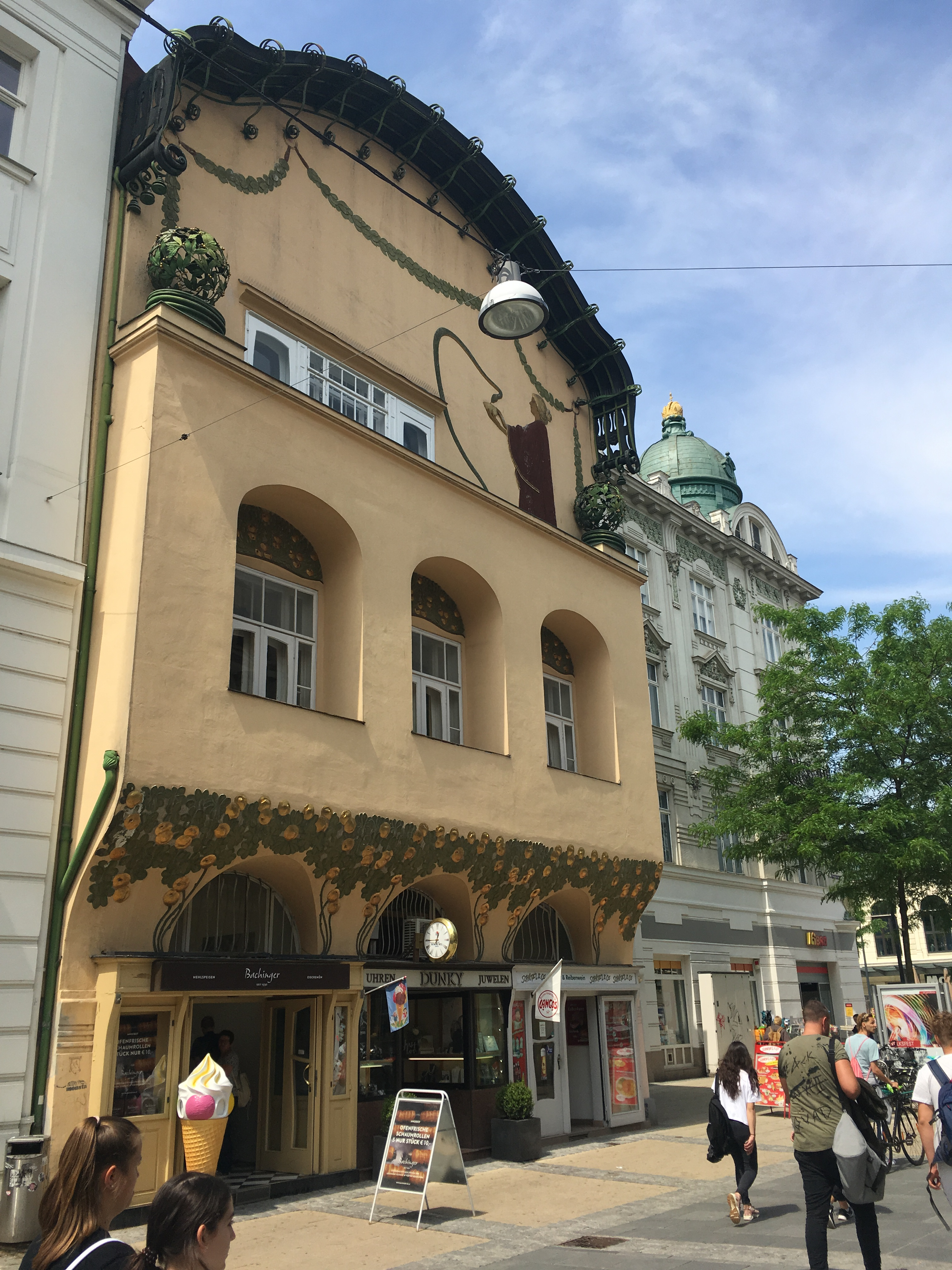
Dr. Hermann Stöhr-Haus, Kremser Gasse 41, St. Pölten

Mit einem Paukenschlag wurde der Jugendstil in der Stadt eingeführt. Kein Geringerer als der Erbauer der Wiener Secession, Joseph Maria Olbrich, errichtete im Jahr 1899 in der Kremser Gasse 41 ein Wohnhaus für den Arzt Hermann Stöhr, das den neuen Stil mit Radikalität verkörperte. Der skulpturale Baukörper wölbt sich über dem Erdgeschoß vor und ist mit floralem Stuck, Metalldekor, farbigen Glasfenstern versehen. Während aufgeschlossene Stadtbewohner den Bau begrüßten, verspotteten die Gegner ihn als Haus der chinesischen Gesandtschaft.
Neben der Jugendstil-Architektur zeigt das Museum viele Kunstwerke von Charlotte Andri-Hampel, Ferdinand Andri, Ernst Stöhr, Hans Ofner und Joseph Maria Olbrich. Manche dieser Bilder wurden in den vergangenen Jahren in Ausstellungen in Wien, Salzburg, Mailand, Montreal, Paris und Den Haag präsentiert. Auf Schautafeln wird auf die Biographien der Künstler und Künstlerinnen eingegangen.

## St. Pöltner Künstlerbund
Der Künstlerbund hält seine jeweiligen Jahresausstellungen im Stadtmuseum ab (mit Stand 2019 sind es 73), wobei auch die beiden Adolf Peschek-Preise verliehen werden.